# Спирито Санто (Лече)
Спирито Санто (итал. Spirito Santo) је насеље у Италији у округу Лече, региону Апулија.
Према процени из 2011. у насељу је живело 34 становника. Насеље се налази на надморској висини од 54 м.